# Scleroptila shelleyi
El francolín de Shelley (Scleroptila shelleyi) es una especie de ave galliforme de la familia Phasianidae. Su nombre hace referencia a Edward Shelley, sobrino de George Ernest Shelley.

## Distribución y hábitat
Se encuentra en bosques con pastizales de la República Democrática del Congo, Kenia, Malawi, Mozambique, Ruanda, Sudáfrica, Suazilandia, Tanzania, Uganda, Zambia, y Zimbabue.

## Enlaces externos

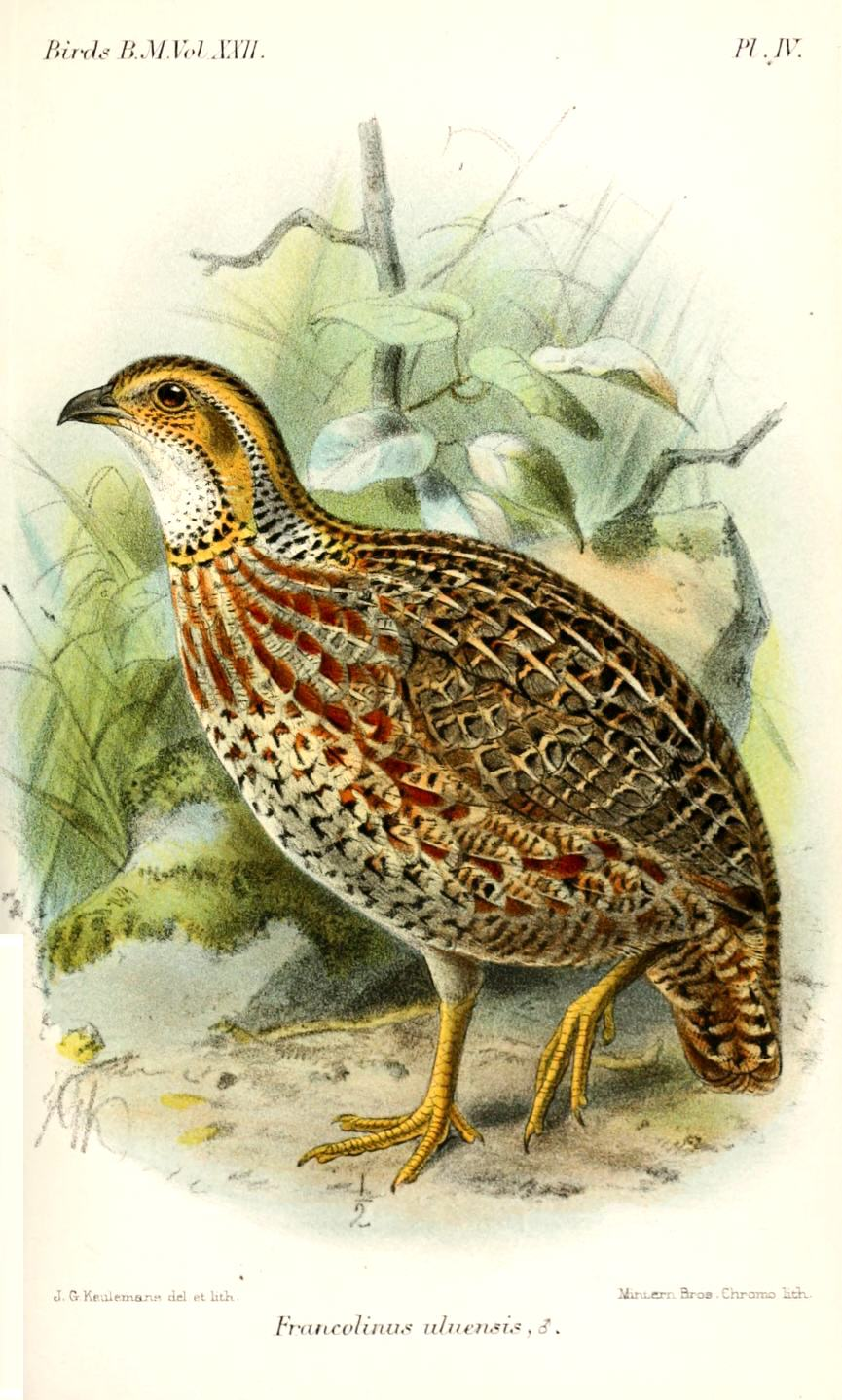
Subespecie S. s. uluensis, ilustración de Keulemans, 1893